# Nickelodeon (Canadá)

Logotipo do Canal.

Nickelodeon Canadá (abreviação Nick) é um canal de televisão por assinatura canadense (anteriormente conhecido por Family Channel) que pertence à Corus Entertainment e é licenciado pela ViacomCBS Networks Americas, filial do canal americano Nickelodeon. Foi fundada no Canadá em 20 de novembro de 2009. É destinado ao público infanto-juvenil e está classificado como o 10° canal mais assistido da televisão por assinatura canadense.

## Programação
(O canal é promovido principalmente pelo canal YTV, Treehouse e Teletoon)

### Alguns Programas

Logotipo do Canal.

- Padrinhos Magicos
- Logotipo do Canal.Sponge Bob Square Pants
- Danny Phanton
- Hey Arnold
- Rugrats
- CatDog
- Rocko's Modern Life
- Bunsen é uma Fera